# The Center
The Center (中環中心 или Сентер) — 73-этажный гонконгский небоскрёб, по состоянию на 2015 год является пятым по высоте зданием города, 14-м — Китая, 32-м — Азии и 43-м — мира. Расположен в округе Сентрал-энд-Вестерн на острове Гонконг, в популярном торговом квартале. 
Имеет три подземных этажа, торговый центр на первом наземном этаже, 41 лифт, 400 парковочных мест. Построен в 1998 году в стиле постмодернизма (стоимость строительства составила 384,6 млн ам. долл.). Средняя высота этажа — 2,51 м. Фасад здания оборудован неоновой подсветкой, которая в тёмное время суток создаёт световое шоу. The Center показан в эпизоде художественного фильма «Тёмный рыцарь».
The Center популярен среди руферов мира, на крыше небоскрёба сняты одни из самых популярных роликов YouTube. 
|           |            |     |
| Вестибюль | Эскалаторы | Сад |

Девелоперами небоскрёба The Center являлись компании Cheung Kong Holdings и Land Development Corporation. В начале ноября 2017 года компания Ли Кашина продала The Center за 40,2 млрд гонконгских долларов, что эквивалентно 5,15 млрд долларов США. Покупателем выступил консорциум гонконгских и китайских инвесторов. Сделка установила рекорд на рынке недвижимости Гонконга. 